# Ad-Dirbasiyya
Ad-Dirbasiyya (arabisch الدرباسية, DMG ad-Dirbāsiyya, kurdisch Dirbêsiyê; auch Al-Darbasiyah und Derbasia) ist eine syrische Stadt an der türkisch-syrischen Grenze direkt gegenüber dem türkischen Şenyurt. Beide Städte bildeten vor der Gründung der Türkei und Syriens eine einzige Stadt innerhalb des osmanischen Reiches. Das Wort Dir/Der/Dar ist vom aramäischen Wort Dayr (ܕܝܪ) für Kloster abgeleitet.

## Bevölkerung und Lage
Laut dem syrischen Zentralamt für Statistik hatte ad-Dirbasiyya bei der Volkszählung 2004 eine Bevölkerung von 8.551. Die Einwohner der Stadt sind Kurden, Araber und Assyrer. Administrativ ist ad-Dirbasiyya Teil des Gouvernement al-Hasaka und das Verwaltungszentrum eines Unterbezirk (Nahiya), das aus 113 Orten mit einer Gesamtbevölkerungszahl von 55.614 besteht (Jahr 2004).
Die Stadt liegt in der Kulturlandschaft Dschazīra, das aus fruchtbaren Ebenen besteht. Etwa 40 km südlich befindet sich der archäologische Fundplatz Tell Beydar und die Provinzhauptstadt al-Hasaka liegt 75 km südlich.

## Zeitgeschichte
Am 22. Juli 2012, während des syrischen Bürgerkriegs, übernahmen kurdisch geführte YPG-Truppen die Kontrolle über die Stadt, nachdem sich syrische Regierungstruppen (SAA) nach einem von der YPG ausgestellten Ultimatum zurückgezogen hatten. Die Stadt wurde Teil des de facto autonomen Kurdenstaates in Rojava. Die Demokratischen Kräfte Syriens, deren Teil nun die YPG war, zogen sich im Oktober 2019 nach einer Türkischen Militäroffensive und einer Übereinkunft mit der syrischen Regierung von Teilen der Grenze zurück und überließen die Stadt der militärischen Kontrolle der syrischen Armee, obwohl nichtmilitärische Funktionen, einschließlich der Polizeiarbeit, weiterhin in der Verantwortung der autonomen Verwaltung liegen.
Am 16. Juli 2020 führte ein unbekanntes vermutlich türkisches UAV, einen Angriff gegen einen russischen Koordinierungspunkt südlich von ad-Dirbasiyya durch. Zwei russische Soldaten, ein SAA-Mitglied und zwei Mitglieder der kurdischen Asayish wurden bei dem Angriff verletzt.